# Tsibanobalka
Tsibanobalka (del ruso: Цибанобалка) es un selo del ókrug urbano de la ciudad-balneario de Anapa del krai de Krasnodar, en el sur de Rusia. Está situado en la orilla izquierda del arroyo Tsybanova, que desemboca en el mar Negro, 10 km al norte de la ciudad de Anapa y 128 km al oeste de Krasnodar. Tenía 4 512 habitantes en 2010.
Es cabeza del municipio rural Primórskoye, al que pertenecen asimismo Nízhniaya Gostagaika, Vérjneye Dzhemete, Piatijatki, Voskresenski, Kapustin, Krásnaya Skala, Krasni, Krasni Kurgán y Peschani. El municipio tenía un total de 9 363 habitantes en 2010.

## Historia
Fue fundada en la década de 1870 por el jorunzi Pável Tsyban, al que se le habían concedido estas tierras tras ser retirado del servicio.

## Nacionalidades
De los 4 490 habitantes que tenía en 2002, el 84.7 % era de etnia rusa, el 4 % era de etnia ucraniana, el 2 % era de etnia armenia, el 1.9 % era de etnia griega, el 1.4 % era de etnia alemana, el 1.1 % era de etnia tártara, el 1 % era de etnia gitana, el 0.6 % era de etnia bielorrusa, el 0.2 % era de etnia azerí, el 0.1 % era de etnia adigué y el 0.1 era de etnia georgiana.

## Transporte
Al norte de la localidad se encuentra el aeropuerto de Viatiázevo, que sirve a Anapa.
Por la localidad pasa la carretera federal M25 Novorosíisk-Port Kavkaz.